# دهرم (ادیان هندی)

دهرم (برپادارنده)، چهارچوب، تکیه‌گاه، بستر و سامانه‌ای است که جهان هستی را سر و سامان داده و در نظم و هماهنگی نگاه می‌دارد.

دهرم یا دارما یا درمه (سانسکریت: धर्म، آوانگاری: Dharma، تلفظ به صورت [dʱɐrmɐ] ()) مفهومی در ادیان هندی‌تبار است که چندین معنی دارد اما معنای اصلی آن نظام گیتی است. مفهوم درمه قابل مقایسه با مفهوم اشه (نظام گیتی) در مزدیسنا است.
این ایده که رفتار در هماهنگی با درمه (قانونمندی ذاتی جهان)، رسالت و وظیفه هر فرد است، از متون باستانی هندی و ایرانی سرچشمه می‌گیرد و این متون، خوش‌بختی بشر را در هماهنگ شدن با نظم و قاعده بنیادین جهان (ارد یا اشه) و برآوردن مطالبات این نظم و سامان بنیادین جهان دانسته‌اند.
در هندوگرایی (هندوئیسم) دارما را در معنی وظیفه و رسالت هر فرد در زندگی در نظر می‌گیرند. در زبان‌های هندی امروزی، دارما بیشتر در معنای کیش و آیین افراد استفاده می‌شود.
واژه دارما، خود از ریشه هندوایرانی دار (داشتن) گرفته شده و از دیدگاه لغوی به معنای برپادارنده است.
درمه از مفاهیم بنیادین فلسفه هندی است و اصلی است که کلیه مکاتب فلسفی هند آن را به نحوی از انحا قبول دارند.

## در دین‌های گوناگون
دهرم در آیین بودا: به‌طور کلی دارما در کتاب‌های بودایی به این معناهاست: سازندهٔ سرشت یک چیز، قاعده، قانون، آیین، تعلیم؛ دادگری، درستکاری، کیفیت؛ چیز، شناسهٔ دل؛ نمود.
دهرم در آیین هندو: کلمهٔ دارما در سنت هندو نظام اخلاقی و جهانی ست و مفهوم فضیلت و عدالت و شریعت و قانون و آیین و حتی مذهب و دین را دربردارد.
دهرم در آیین جین: مفهوم دارما در آیین جین به معنی نظام اخلاقی عالم، چنانچه در وداها دیده شده یا ناموس و شریعت و تکلیف شرعی، بدانگونه که در مکاتب و ادیان هندو بدان اشاره شده نیست. بلکه دارما در آیین جین یکی از شرایط حیات و حرکت ماده و ارواح است، یا به عبارت دیگر اصل حرکت و محیط ادراک ناپذیری است که در آن اجسام و ارواح حرکت می‌کنند.